# فرانسيس روذرفورد
فرانسيس روذرفورد (بالإنجليزية: Frances Rutherford)‏ هي رسامة نيوزيلندية، ولدت في 1912 في ماسترتون ‏ في نيوزيلندا، وتوفيت في 2006 في إقليم أوكلاند في نيوزيلندا.